# Фрутвејл (Тексас)
Фрутвејл (енгл. Fruitvale) град је у америчкој савезној држави Тексас. По попису становништва из 2010. у њему је живело 408 становника.

## Демографија
Према попису становништва из 2010. у граду је живело 408 становника, што је 10 (2,4%) становника мање него 2000. године.
| Група             | 2000.       | 2010.       |
| Белци             | 387 (92,6%) | 365 (89,5%) |
| Афроамериканци    | 4 (1,0%)    | 0 (0,0%)    |
| Азијати           | 1 (0,2%)    | 0 (0,0%)    |
| Хиспаноамериканци | 15 (3,6%)   | 41 (10,0%)  |
| Укупно            | 418         | 408         |